# Нэвилл, Адам
Адам Нэвилл (англ. Adam L.G. Nevill; род. 19 апреля 1969, Бирмингем, Великобритания) — английский писатель, работающий в основном в жанре ужасы. Автор 17 романов, 8 из которых были написаны под псевдонимом Линдси Гордон. Практически во всех романах писателя главной является тема оккультизма и культов.
По роману «Ритуал» в 2017 году был снят одноименный фильм.

## Биография
Адам Нэвилл родился 19 апреля 1969 года в Бирмингеме, Великобритания. Часть детства провел в Новой Зеландии. В детстве отец читал ему рассказы Монтегю Родс Джеймса о привидениях. С тех пор у Адама появилась тяга ко всему мистическому и тому, что связано с гротеском. Помимо Джеймса, среди своих учителей писатель называет Артура Мэкена и Рэмси Кэмпбелла. В 90-е годы Адам планирует стать писателем, в 20 лет начинает серьезно писать. Позже окончил курсы писательского мастерства Университета Св. Эндрюса в Шотландии. В течение пяти лет Адам Нэвилл работает ночным сторожем в Лондоне, подобная работа даёт писателю много свободного времени, и он начинает с написания эротических повестей, чтобы отточить свои повествовательные приемы. Таким образом, он написал восемь эротических романов под псевдонимом Линдси Гордон. Первая публикация Нэвилла в жанре ужасов датируется 2003 годом: его рассказ Mother’s Milk вошел в антологию «Gathering the Bones» Рэмси Кэмпбелла. Его первый роман ужасов Banquet for the Damned был опубликован издательством PS Publishing только в 2004 году, лишь после того как многие издательства три года отказывались его печатать из-за принадлежности к жанру ужасов, в то время мало популярному. В 2008 году дебютный роман был переиздан уже в крупном издательстве Virgin.
...на меня повлияли Стивен Кинг, Дэн Симмонс и Клайв Баркер – особенно Кинг, у которого сюжеты подаются сразу с нескольких точек зрения. И все они тоже великолепно пишут; у меня нет никаких претензий к успешным авторам «мейнстримного» хоррора... Не забудем и космический ужас Лавкрафта – он ощутим во всех моих произведениях. Лавкрафт заметно на меня повлиял.
В 2010 году, в издательстве Pan Macmillan вышел второй роман ужасов под названием «Номер 16». Книга была издана уже под настоящим именем автора, псевдонимом Нэвилл больше не пользовался. Роман «Номер 16» это своеобразная интерпретация на тему дома с привидениями. Книга рассказывает о «нехорошей» квартире, находящейся в старом доме в престижном районе Лондона, которая по наследству достаётся главной героине. Когда то гениальный художник, известный своими пугающими картинами жил в этой квартире и проводил в ней богохульные обряды. Один из главных героев книги - художник, который в ночное время работает вахтёром в доме. В этом персонаже прослеживаются автобиографические мотивы. С 2000 по 2001 годы Адам Нэвилл работал в «добровольной изоляции», как и герой книги он был ночным вахтёром.
Я никогда не бодрствовал в дневное время, редко выходил на люди и мучился от недосыпа; поставьте себя в такое положение, дайте сознанию повариться в собственном соку – и такое начнет чудиться! Я довел себя до предела, до точки, соскальзывая временами на территорию тьмы и кошмара. Но благодаря всему этому я смог писать о совсем ином уровне ужаса, смешивая сверхъестественное с безумием.
«Некоторые сцены в «Номере 16» – например, когда Сет пытается сбежать из Лондона, или его поход в супермаркет – как раз навеяны теми днями.» Какие-то фрагменты романа были написаны как раз в период той ночной работы, но целиком книга была написана на много лет позже. Первые годы жизни в Лондоне подарили автору оригинальную задумку персонажа «который ловит повсюду проблески некоего (иного) мира». Работа над романом продолжалась более четырех лет, до 2009 года было написано семнадцать черновиков. На создание персонажа - сумасшедшего художника повлияли картины таких мастеров как Отто Дикс, Перси Уиндем Льюис, Георг Гросс, Иероним Босх, Питер Брейгель и Фрэнсис Бэкон. Книга была переведена на множество языков включая и русский. В России роман был издан уже в 2011 году в серии «Темный мир» издательством «Эксмо», переводчиком выступила Елена Королёва. Права на последующие книги Нэвилла в России приобрело издательство АСТ.
В следующем романе писателя «Ритуал», четверо друзей отправились в поход в Швецию и заблудились в лесу, попав в самую его чащу, где возможно за всю историю планеты ни разу не ступала нога человека. В результате чего старые обиды друг к другу вновь вспыхнули, но только теперь им еще и угрожает более страшная опасность. Нэвилл говорил, что хотел рассказать в книге о «садизме, насилии, фундаментализме, о нашей беззащитности перед организованными социопатами». Книга была издана в 2011 году. В России роман был издан в 2017 году, вторым по счёту в серии «Мастера ужасов». Переводом книги занимался Андрей Локтионов. В 2017 году вышла одноименная экранизация, в целом идущая по одному сюжету с книгой, но местами меняющая часть ключевых элементов романа.
Следующий роман Адама Нэвилла «Судные дни» вышедший в 2012 году, рассказывает историю независимого режиссера, снимающего документальный фильм о секте, которая существовала в 1970-х годах, чья история закончилась трагедией. Главными источниками вдохновения писателю послужили книги Love Sex Fear Death: The Inside Story of the Process Church of the Final Judgement (2009) Тимоти Уилли и Helter Skelter Винсента Буглиози. По словам писателя это книга о «...социопатах, которые нами правят, начиная с дома и работы и заканчивая корпорациями и правительствами».
это размышление о темной стороне либерализма и общества вседозволенности – о том, как даже самую прогрессивную идею может извратить кучка целеустремленных себялюбцев, подыскивающих себе подходящую жертву. Кроме того, в этом романе более заметно влияние фильмов ужасов, чем в предыдущих трех...
В России роман вышел раньше «Ритуала», хоть и хронологически написан после него. Издателем выступило АСТ, а переводом книги занималась Ирина Нечаева. Роман открывал новую серию под названием «Мастера ужасов», в которой и были изданы все последующие крупные произведения автора.
«Дом малых теней» пятый роман автора, рассказывает историю о девушке которая работает оценщиком на аукционе в Лондоне. Она должна оценить коллекцию известного в начале XX века таксидермиста и кукольника. Для этого приезжает в его дом, который находится в глухой опустевшей деревне. Книга была издана в 2013 году, а на русский переведена в 2018 и выпущена издательством АСТ, в переводе Д. Пряткина и Григория Шокина. На роман Нэвилла вдохновил его собственный страх из детства, он сам боялся кукольных спектаклей, которые показывали по детским каналам.
В 2014 году выходит роман «Никто не уйдёт живым». На русском издательство АСТ выпустило его в 2020 году.

### Романы
| Год издания | Название на русском языке | Оригинальное название  | Экранизация | Прим.  | Год издания на русском |
| ----------- | ------------------------- | ---------------------- | ----------- | ------ | ---------------------- |
| 2004        |                           | Banquet for the Damned | —           |        |                        |
| 2010        | Номер 16                  | Apartment 16           | —           |        | 2011                   |
| 2011        | Ритуал                    | The Ritual             | 2017        | [ 20 ] | 2017                   |
| 2012        | Судные дни                | Last Days              | —           |        | 2017                   |
| 2013        | Дом малых теней           | House of Small Shadows | —           |        | 2018                   |
| 2014        | Никто не уйдёт живым      | No One Gets Out Alive  | 2021        |        | 2020                   |
| 2015        | Пропавшая дочь            | Lost Girl              | —           |        | 2021                   |
| 2017        | Под неусыпным надзором    | Under a Watchful Eye   | —           |        | 2021                   |
| 2019        | Багрянец                  | The Reddening          | —           |        | 2020                   |

#### Под псевдонимом Линдси Гордон
| Год  | Название на русском | Оригинальное название  |
| ---- | ------------------- | ---------------------- |
| 1998 |                     | Rites Of Obedience     |
| 1999 |                     | The Submission Gallery |
| 2000 |                     | The Bond               |
| 2001 |                     | Angel                  |
| 2001 |                     | See-Through            |
| 2002 |                     | Corporation of Canes   |
| 2004 |                     | Domination Dolls       |
| 2005 |                     | In Her Service         |

### Рассказы
| Год  | Название на русском              | Оригинальное название             |
| ---- | -------------------------------- | --------------------------------- |
| 2003 | Материнское молоко               | Mother's Milk                     |
| 2005 | Исконный обитатель               | The Original Occupant             |
| 2005 | Куда приходят ангелы             | Where Angels Come In              |
| 2009 | Предки                           | The Ancestors                     |
| 2009 | Забыть и быть забытым            | The Forget or Be Forgotten        |
| 2009 | Желтые зубы                      | Yellow Teeth                      |
| 2010 | Эструс                           | Estrus                            |
| 2010 | На всех линиях лондонского метро | On All London Underground Lines   |
| 2011 | Флорри                           | Florrie                           |
| 2011 | Курган крошки Мэг                | Little Mag’s Barrow               |
| 2011 | Какой же Бог сотворил это?       | What God Hath Wrought?            |
| 2012 | Свинья                           | Pig Thing                         |
| 2012 | Срок расплаты                    | The Age of Entitlement            |
| 2013 | Всегда в наших сердцах           | Always in Our Hearts              |
| 2013 | Кукольные ручонки                | Doll Hands                        |
| 2013 | Ангелы Лондона                   | The Angels of London              |
| 2015 | Назови имя                       | Call the Name                     |
| 2015 | Гиппокамп                        | Hippocampus                       |
| 2016 |                                  | White Light, White Heat           |
| 2016 | Дни наших жизней                 | The Days of Our Lives             |
| 2017 |                                  | Eumenides (the Benevolent Ladies) |
| 2017 |                                  | Little Black Lamb                 |

## Награды и номинации
| Год  | Премия | Номинация                                                | Номинированное произведение           | Результат |
| ---- | --- | -------------------------------------------------------- | ------------------------------------- | --------- |
| 2010 | «Дети ночи» (The Children of the Night Award)                                                                                     |                                                          | «Номер 16»                            | Номинация |
| 2011 | Британская премия фэнтези (British Fantasy Award)                                                                                 | Роман — Премия им. Августа Дерлета                       | «Номер 16»                            | Номинация |
| 2012 | Британская премия фэнтези (British Fantasy Award)                                                                                 | Роман — Премия им. Августа Дерлета (лучший хоррор роман) | «Ритуал»                              | Победа    |
| 2012 | Британская премия фэнтези (British Fantasy Award)                                                                                 | Малая форма                                              | «Флорри»                              | Номинация |
| 2013 | Британская премия фэнтези (British Fantasy Award)                                                                                 | Роман — Премия им. Августа Дерлета (лучший хоррор роман) | «Судные дни»                          | Победа    |
| 2013 | Список рекомендованного чтения от Американской библиотечной ассоциации (Reference & User Services Association - The Reading List) | Хоррор                                                   | «Ритуал»                              | Победа    |
| 2014 | Британская премия фэнтези (British Fantasy Award)                                                                                 | Роман — Премия им. Августа Дерлета (лучший хоррор роман) | «Дом малых теней»                     | Номинация |
| 2014 | Нокт (Premios Nocte) | Зарубежная книга                                         | «Ритуал»                              | Номинация |
| 2014 | Список рекомендованного чтения от Американской библиотечной ассоциации (Reference & User Services Association - The Reading List) | Хоррор                                                   | «Судные дни»                          | Победа    |
| 2015 | Британская премия фэнтези (British Fantasy Award)                                                                                 | Роман — Премия им. Августа Дерлета (лучший хоррор роман) | «Никто не уйдёт живым»                | Победа    |
| 2015 | «Это — хоррор» (This Is Horror Awards)                                                                                            | Роман года. 2-е место                                    | Lost Girl                             | Номинация |
| 2016 | Британская премия фэнтези (British Fantasy Award)                                                                                 | Роман — Премия им. Августа Дерлета (лучший хоррор роман) | Lost Girl                             | Номинация |
| 2016 | Британская премия фэнтези (British Fantasy Award)                                                                                 | Малая форма                                              | Гиппокамп                             | Номинация |
| 2017 | Хоррор-итоги на ФантЛабе | Лучший роман / авторский сборник (выбор экспертов)       | «Ритуал»                              | Победа    |
| 2017 | Хоррор-итоги на ФантЛабе | Лучший роман / авторский сборник                         | «Судные дни»                          | Номинация |
| 2017 | Британская премия фэнтези (British Fantasy Award)                                                                                 | Сборник                                                  | Some Will Not Sleep: Selected Horrors | Победа    |
| 2018 | Хоррор-итоги на ФантЛабе | Лучший роман / авторский сборник                         | «Дом малых теней»                     | Номинация |